# Opmeer
Opmeer  est un village et une commune néerlandaise dans la province de la Hollande-Septentrionale, dans la région de Frise-Occidentale.
Elle est constituée des localités de Aartswoud, De Weere, Gouwe, Hoogwoud, Opmeer, Spanbroek, Wadway, Zandwerven.